# 캄보디아의 불교

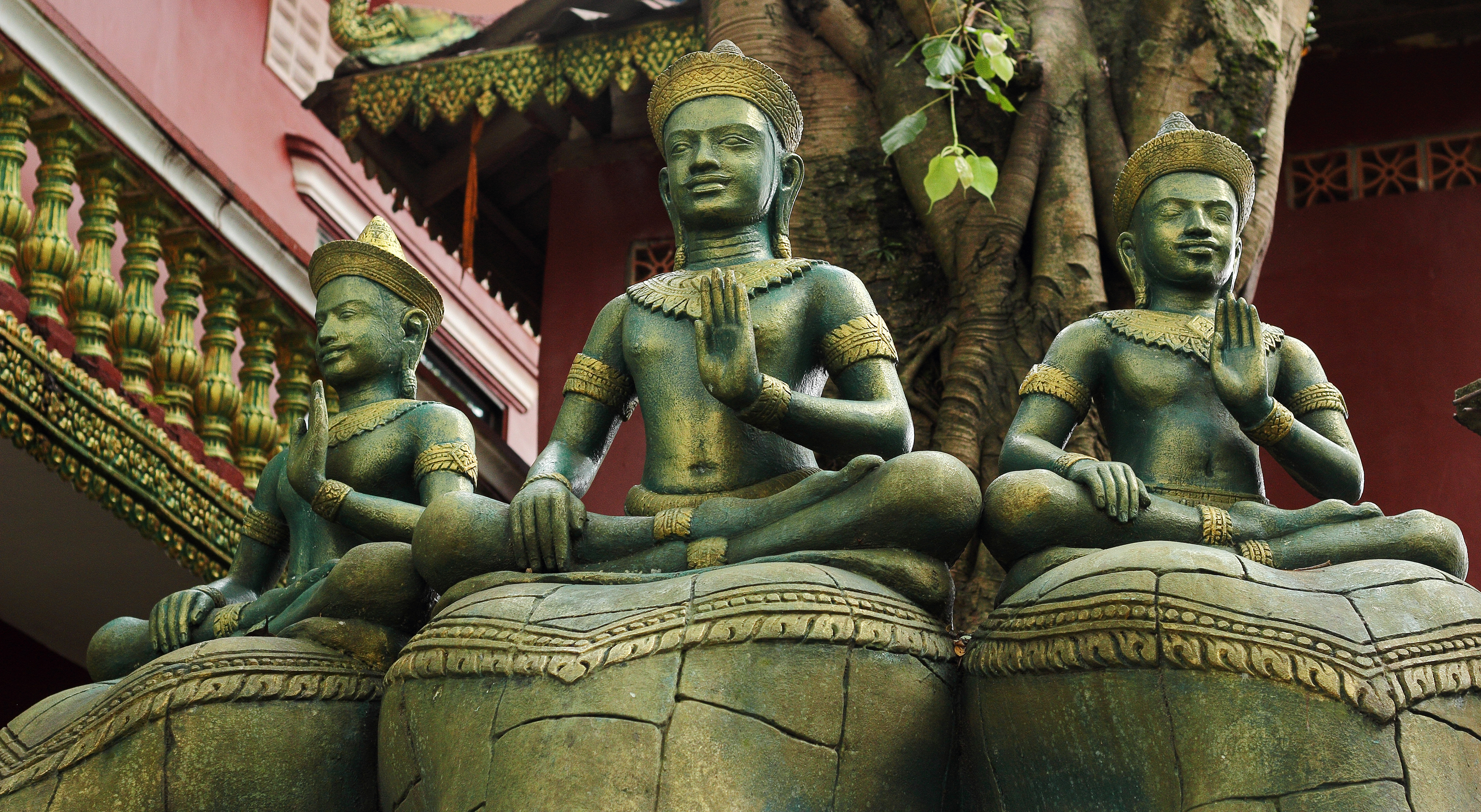

캄보디아는 국민의 대다수가 소승 불교의 신자이다. 주민의 대다수는 크메르족으로 중국에서는 이들을 부남(扶南)이라고 불렀다. 이들은 다른 동남아시아와 마찬가지로 대승 불교와 힌두교 등 인도 문화의 영향을 받고 있었다.
크메르 왕조의 역대 왕은 도읍지인 앙코르에 많은 사원을 건립하였다. 유명한 앙코르 와트(Angkor Wat: 都城寺院)는 12세기 초 수리야바르만 2세가 힌두교의 비슈누 신을 위하여 건립한 것으로 남방 불교 건축의 정수(精髓)로 일컬어진다. 1181년에 즉위한 자야바르만 7세는 열렬한 불교 신자로서 짧은 기간이나마 대승불교의 포교에 힘썼다. 이러한 시기에 건립된 바이욘 사원의 사면불상은  관세음보살과 자야바르만 7세 본인의 얼굴을 혼성적으로 표현했다고 간주되고 있다. 왕은 인도의 아쇼카왕을 본받아 병원을 세우는 등 많은 불교적 사회 사업을 일으켰으나 그 후 이 왕국은 쇠운의 길을 걷게 되어 크메르의 불교도 쇠퇴하게 되었다.
13세기 말에 크메르가 타이에 의하여 정복되었기 때문에 종교 또한 타이 불교의 영향을 크게 받게 되었다.

## 같이 보기
- 위파사나